# La Sauvetat-du-Dropt

La Sauvetat-du-Dropt este o comună în departamentul Lot-et-Garonne din sud-vestul Franței. În 2009 avea o populație de 574 de locuitori.

## Evoluția populației
| An        | 1975 | 1982 | 1990 | 1999 | 2006 | 2009 |
| --------- | ---- | ---- | ---- | ---- | ---- | ---- |
| Populație | 496  | 474  | 463  | 465  | 555  | 574  |